# 斯特拉德奇
49°53′38″N 23°45′57″E / 49.89389°N 23.76583°E
斯特拉德奇（烏克蘭語：Страдч），是烏克蘭的村落，位於該國西部利沃夫州，由亞沃里夫區負責管轄，始建於1416年，面積1.49平方公里，海拔高度330米，2021年人口900，人口密度每平方公里634.23人。